# ستيف بيترز
ستيف بيترز (9 فبراير 1992 في بلجيكا - ) هو لاعب كرة قدم بلجيكي في مركز الوسط. لعب مع سبارتا روتردام ونادي جينك ونادي سينت ترويدن وMVV Maastricht ‏.

## وصلات خارجية
- ستيف بيترز على موقع قاعدة بيانات كرة القدم.إي يو (الإنجليزية)
- ستيف بيترز على موقع Soccerway.com (الإنجليزية)